# Jan Matejko
Jan Alojzy Matejko (poljska izgovorjava: [jan aˈlɔjzɨ maˈtɛjko]; znan tudi kot Jan Mateyko), poljski slikar, * 24. junij 1838, Svobodno mesto Krakov, † 1. november 1893, Krakov, Avstrijska Poljska 
Znan je bil po upodabljanju zgodovinskih poljskih političnih in vojaških dogodkov. Njegova dela zajemajo velike slike v olju na platnu, kot so Rejtan (ali Padec Poljske) (1866), Lublinska zveza (1869) ali Bitka pri Grunwaldu (1878), številne portrete, galerijo poljskih kraljev in freske v baziliki sv. Marije v Krakovu. Omenjajo ga kot najslavnejšega poljskega slikarja ali celo »nacionalnega slikarja« Poljske.
Matejko je večino svojega življenja preživel v Krakovu. Njegova učitelja na Akademiji za likovno umetnost v Krakovu sta bila Wojciech Korneli Stattler in Władysław Łuszczkiewicz. Kasneje je postal direktor te ustanove, ki se je sčasoma preimenovala v Akademijo za likovno umetnost Jan Matejko. Številni njegovi učenci so tudi sami postali ugledni slikarji, med njimi Maurycy Gottlieb, Jacek Malczewski, Józef Mehoffer in Stanisław Wyspiański.

## Življenjepis

### Mladost
Matejko se je rodil 24. junija 1838 v Svobodnem mestu Krakov. Njegov oče, Frančišek Ksaverij Matejko (češko František Xaver Matějka) (rojen 1789 ali 13. januarja 1793, umrl 26. oktobra 1860), Čeh iz vasi Roudnice, je bil maturant šole Hradec Králové, kasneje pa učitelj in glasbenik. Najprej je delal za družino Wodzicki v Kościelniki na Poljskem, nato pa se preselil v Krakov, kjer se je poročil s pol Nemko, pol Poljakinjo Joanno Karolino Rossberg. Jan je bil deveti od enajstih otrok. Odraščal je v stavbi kamienica na Florianski ulici. Po smrti njegove matere leta 1845 je za Jana in njegove brate in sestre skrbela njegova teta po materi, Anna Zamojska.
V mladosti je bil priča Krakovski revoluciji leta 1846 in avstrijskemu obleganju Krakova leta 1848, ki sta končala obstoj Svobodnega mesta Krakov. Njegova dva starejša brata sta v teh bitkah služila pod vodstvom generala Józefa Bema; eden je umrl, drugi pa je bil prisiljen v izgnanstvo. Matejko je obiskoval srednjo šolo sv. Ane, vendar je leta 1851 opustil šolo zaradi slabih ocen. Matejko je že od svojih prvih dni pokazal umetniško nadarjenost, vendar je imel velike težave z drugimi akademskimi področji. Nikoli ni obvladal tujega jezika. Kljub temu in zaradi svoje izjemne spretnosti je med letoma 1852 in 1858 študiral na šoli za likovno umetnost v Krakovu. Med njegovimi učitelji sta bila Wojciech Korneli Stattler in Władysław Łuszczkiewicz. Za svojo specializacijo je izbral zgodovinsko slikarstvo in končal prvo večje delo, Car Šujski pred Sigismundom III. (Carowie Szujscy przed Zygmuntem III), leta 1853 (na to temo se bo vrnil eno leto pred smrtjo, leta 1892). V tem času je začel razstavljati zgodovinske slike v Krakovskem društvu prijateljev lepih umetnosti (od leta 1855). Njegov temeljni projekt za diplomo leta 1858 je bil Sigismund I. Starejši, ki oplemeniti profesorje Jagelonske univerze (Zygmunt I nadaje szlachectwo profesorom Uniwersytetu Jagiellońskiego).
Po diplomi je Matejko leta 1859 prejel štipendijo za študij pri Hermannu Anschützu na Akademiji za likovno umetnost v Münchnu. Naslednje leto je prejel štipendijo za študij tudi na Akademiji za likovno umetnost na Dunaju, a po nekaj dneh in večjem prepiru s Christianom Rubenom se je Matejko vrnil v Krakov in odprl studio v svoji družinski hiši na ulici Floriańska. Vendar so minila leta, preden je dosegel komercialni uspeh; nekaj časa je bil pregovorno »sestradani umetnik«, ki je praznoval, ko je prodal platno (Car Šujski ...) za pet goldinarjev.
Leta 1860 je Matejko izdal ilustriran album Oblačila na Poljskem (Ubiory w Polsce), projekt, ki odraža njegovo močno zanimanje za zgodovinske zapise vseh vrst in njegovo željo, da tak interes spodbuja med Poljaki, da okrepi njihovo domoljubje. Njegovo finančno stanje se je izboljšalo, ko je prodal dve sliki, Smrt Wapowskega med kronanjem Henrika Valoisa (Zabicie Wapowskiego w czasie koronacji Henryka Walezego, 1861) in Jan Kochanowski žaluje za svojo hčerko Urszulko (Jan Kochanowski nad zwłokami Urszulki, 1862), ko je uredil svoje dolgove.
Leta 1862 je končal sliko Stańczyk. Prvotno sprejeta brez večjih aplavzov, bo sčasoma postala znana kot ena izmed najbolj znanih Matejkovih del.  Označuje viden prehod v Matejkovem umetniškem slogu, od preprostega ilustriranja zgodovine do njenega filozofskega in moralnega komentarja.
Med januarsko vstajo 1863, v kateri zaradi slabega zdravstvenega stanja ni sodeloval, je Matejko finančno podprl večino svojih prihrankov in osebno prevažal orožje v taborišče upornikov. Njegova Pridiga Skarga (Kazanie Skargi), končana maja 1864, je bila razstavljena v galeriji Društva prijateljev lepih umetnosti v Krakovu, kar mu je prineslo veliko publicitete. 5. novembra istega leta je v znak priznanja za svoj prispevek k poustvarjanju zgodovinskih tem postal član Krakovskega znanstvenega društva (Towarzystwo Naukowe Krakowskie).  Kmalu zatem, 21. novembra, se je poročil s Teodoro Giebultowsko, s katero je imel pet otrok: Beata, Helena, Tadeusz, Jerzy in Regina. Helena, njegova hči, prav tako umetnica, je pomagala žrtvam v prvi svetovni vojni in jo je predsednik Stanisław Wojciechowski odlikoval s Križem neodvisnosti.

### Vzpon do slave
Takrat je Matejko začel pridobivati mednarodno priznanje. Leta 1865 je Matejkova slika Pridiga Skarga v letnem Pariškem salonu prejela zlato medaljo; kmalu zatem jo je kupil grof Maurycy Potocki za 10.000 gld. Leta 1867 je njegova slika Rejtan na svetovni razstavi v Parizu prejela zlato medaljo, avstrijski cesar Franc Jožef I. pa jo je pridobil za 50.000 frankov. Njegova naslednja velika slika je bila Lublinska zveza (Unia Lubelska), ki je nastala v letih 1867-1869. Ponovno uspela v Parizu in Matejku prinesla križ francoske Légion d'honneur, in jo je kupil Galicijski sejm. Unionu ... je sledila Štefan Batory na Pskovu (Stefan Batory pod Pskowem), končana leta 1871. Leta 1872 je obiskal Carigrad v Osmanskem cesarstvu, po vrnitvi v Krakov pa je končal sliko Astronom Kopernik ali Pogovori z Bogom (Astronom Kopernik, czyli rozmowa z Bogiem), ki ga je pridobila Jagelonska univerza. Od 1870-ih mu je pri mnogih nalogah pomagal tajnik Marian Gorzkowski, ki bo postal njegova »desnica«, njegov najbližji prijatelj, model številnih slik in avtor Spominov o Matejku.
Leta 1872 so mu na razstavi v Pragi ponudili direktorstvo na Akademiji za likovno umetnost v Pragi, kmalu zatem pa podobno mesto na Krakovski šoli za likovno umetnost. Sprejel je ponudbo v Krakovu in bil dolga leta ravnatelj (rektor) Akademije za likovno umetnost. Leta 1874 je končal Zawieszenie dzwonu Zygmunta (Obešanje Sigismundovega zvona). Leta 1878 je končal še eno mojstrovino, Bitka pri Grunwaldu. Tega leta je v Parizu prejel »častno veliko zlato«, mestni svet Krakova pa mu je podelil slovesno žezlo, simbol njegovega »kraljevega statusa v likovni umetnosti«. Leta 1879 je končal Rok 1863 – Polonia (Leto 1863 – Polonia), njegov pogled na  takratno januarsko vstajo. Začelo se je leta 1864, eno leto po vstaji, ki jo je sam preživel in kjer je izgubil številne prijatelje in družinske člane, je to platno nedokončano obležalo, dokler se za njegovo pridobitev ni zanimal princ Władysław Czartoryski; še vedno velja za nedokončano.
Leta 1880-1882 je zaznamovalo njegovo delo na drugi veliki sliki, Pruski poklon (Hołd Pruski). Matejko je to sliko podaril poljskemu narodu in mu je prislužila častno državljanstvo Krakova; eden izmed trgov v mestu je dobil tudi ime Matejkov trg. Leta 1883 je končal Jan III. Sobieski pri Dunaju (Jan Sobieski pod Wiedniem). Sobieski ... je bil papežu Leonu XIII. podarjen kot »darilo poljskega naroda«, Matejko, ki je bil eden od članov skupine, ki ga je dostavljala, pa je prejel viteškega poveljnika z zvezdnim redom Pija IX. Slika je razstavljena v sobi Sobieski v Vatikanskih muzejih. Takrat je postal tudi glasni tiskovni predstavnik številnih političnih vprašanj, objavljal je pisma o vprašanjih, kot so poljsko-ruski odnosi. Druga arena, v kateri je bil zelo angažiran, so bila prizadevanja za zaščito in rekonstrukcijo različnih zgodovinskih spomenikov v mestu Krakov. Leta 1886 je končal sliko o francoski in ne o poljski zgodovini: Devica Orléanska, ki upodablja IvanoOrleansko.
Naslednje leto je Matejko doktoriral iz filozofije, honoris causa, na Jagelonski univerzi in avstrijski Litteris et Artibus. Leta 1888 je končal sliko Bitko pri Racławicah (Bitwa pod Racławicami). V letih 1888-1899 je v utemeljitev novega akademskega naslova objavil cikel dvanajstih skic s spremnim komentarjem Zgodovina civilizacije na Poljskem (Dzieje Cywilizacji w Polsce). Med letoma 1890 in 1892 je objavil še en cikel skic, tokrat poljskih kraljev (Poczet królów i książąt polskich – Družba kraljev in knezov Poljske), ki je z leti postal tako priljubljen, da so njegovi portreti videti kot kanonski portreti predmetov. 1891 ga je končal sliko Ustava 3. maja (Konstytucja 3 Maja). Nato je začel sestavljati še eno veliko sliko, Prisega Jana Kazimierza (Śluby Jana Kazimierza), ki pa je zaradi njegove smrti ostala nedokončana. Leta 1892, leto pred smrtjo, je končal Avtoportret (Autoportret).
Matejko je trpel zaradi čira na želodcu in je 1. novembra istega leta umrl v Krakovu zaradi notranje krvavitve. Njegov pogreb 5. novembra je zbral veliko množico, smrt pa je bila omenjena v vsaj dvaindvajsetih evropskih časopisih. Pokopan je bil na krakovskem pokopališču Rakowicki. 

## Pomen, slog, teme
Uvrščen je med najpomembnejše poljske slikarje, opisan kot »največji poljski slikar zgodovinskih tem« in »kultna osebnost na splošno ... [že] v času njegovega smrt.« Njegov slog je bil pohvaljen, ker je bil »barvit, podroben in domiseln«. Uspelo mu je širiti poljsko zgodovino in svet spomniti na Poljsko, medtem ko je njegova država ostala razdeljena in brez kakršnega koli neodvisnega političnega zastopanja. Njegova dela, razširjena v tisočih reprodukcijah, so postala skoraj običajna ilustracija številnih ključnih dogodkov v poljski zgodovini. Njegov ilustrirani album iz leta 1860 Ubiory w Polsce (Oblačila na Poljskem) velja za dragoceno zgodovinsko referenco. Kritiki njegovega dela so opozorili na njegovo uporabo tradicionalnega slikarskega sloga (antični realizem, gledališki učinki). Na razstavah v tujini njegov niansiran zgodovinski kontekst del pogosto občinstvo ni razumelo. Občasno so njegove slike povzročile polemike; na primer slika Rejtan (ali Padec Poljske) je užalila številne ugledne člane poljskega plemstva, ki so v sliki videli obtožnico celotnega družbenega sloja. Njegove slike so bile podvržene cenzuri v Ruskem imperiju; nacistična Nemčija je nameravala uničiti sliki Bitka pri Grunwaldu in Pruski poklon, kar so nacistične oblasti štele za žaljivo za nemški pogled na zgodovino (tiste slike so bile med mnogimi, ki so jih Nemci nameravali uničiti v svoji vojni proti poljski kulturi, vendar je poljski odpor uspešno skril obe).
Številna njegova dela so posvečena slavnim dogodkom v poljski zgodovini. Matejko se je osredotočil na glavne teme poljske zgodovine in uporabil zgodovinske vire za risanje dogodkov v najmanjših zgodovinskih podrobnostih. Njegove najzgodnejše slike so preproste zgodovinske slike brez skritih sporočil. Poznejše, začenši s sliko Stańczyk (1862), naj bi gledalce navdušile z domoljubnim sporočilom. Stańczyk se osredotoča na dvornega norca, upodobljenega kot simbol vesti države, ki sedi na stolu v ozadju stranke - edina figura, ki odraža vojno, ki jo radostna množica ne upošteva.
Matejko je poleg zgodovinskih slik naredil tudi številne portrete. Med drugim: portreti rektorjev Jagelonske univerze Józefa Szujskega in Stanisława Tarnowskega ter številni portreti družine in prijateljev, vključno Žena v poročni obleki (Żona w sukni ślubnej) (1865, ki jo je žena med prepirom uničila in jo ponovno ustvaril leta 1879 ) in Avtoportret (1892). Skupaj je Matejko naslikal 320 oljnih slik in več tisoč risb ter akvarelov. Oblikoval je tudi poslikavo v baziliki sv. Marije v Krakovu (1889–1891).
Njegove slike so na ogled v številnih poljskih muzejih; vključno z Varšavskim narodnim muzejem, Narodnim muzejem v Krakovu, Narodnim muzejem v Poznanju in Narodnim muzejem v Vroclavu. Narodni muzej v Krakovu ima podružnico, posvečeno Matejku - Hiša Jana Matejka (Dom Jana Matejki), ki je v njegovem nekdanjem ateljeju in družinski hiši na Florianski ulici, odprti leta 1898. Še en muzej, posvečen Matejku, Dworek Jana Matejki, je bil odprt v Krzesławicah (kjer je Matejo dobil dvorec) leta 1865.
Več kot 80 slikarjev je bilo v določenem trenutku Matejkovih učencev, na katere so mnogi vplivali v času njegovega ravnanja kot direktorja Krakovske šole za likovno umetnost in so omenjeni kot člani Matejkove šole. Med njimi so vidnejši Maurycy Gottlieb, Ephraim Moses Lilien, Jacek Malczewski, Józef Mehoffer, Antoni Piotrowski, Witold Pruszkowski, Leon Wyczółkowski in Stanisław Wysp. 
- Samuel Zborowski na poti do usmrtitve. Skica Jana Matejka
- Zamoyski na poti k razglasitvi smrtne kazni Zborowskega. Skica Jana Matejka
- Slep Veit Stoss z vnukinjo, Jan Matejko (1865), Varšavski narodni muzej
- V središču, poljska kraljica Jadviga, ustanoviteljica glavne šole, ki jo je Jan Matejko preselil v Krakov
- Ustava 3. maja. Štiriletni sejm. Izobraževalna komisija. Pregrada. A. A. 1795 Jan Matejko (hrani v kraljevem gradu))
- Astronom Kopernik ali Pogovori z Bogom, 1873, Jan Matejko. V ozadju: stolnica Frombork..

## Izbrana dela
Seznam izbranih Matejkovih del v kronološkem vrstnem redu.
| #   | Naslov                                                                                              | Leto      | Tehnika in velikost             | Lokacija                    | Slika |
| 1.  | Carowie Szujscy przed Zygmuntem III (Car Šujski pred kraljem Sigismundom III.)                      | 1853      | olje na platnu 75.5 cm × 109 cm | Narodni muzej Vroclav       |       |
| 2.  | Stańczyk                                                                                            | 1862      | olje na platnu 120 × 88 cm      | Varšavski narodni muzej     |       |
| 3.  | Kazanie Skargi (Pridiga pritožbe)                                                                   | 1864      | olje na platnu 224 × 397 cm     | Kraljevi grad, Varšava      |       |
| 4.  | Rejtan (ali Padec Poljske)                                                                          | 1866      | olje na platnu 282 × 487 cm     | Kraljevi grad, Varšava      |       |
| 5.  | Alchemik Sędziwój (Alkimist Sendivogij)                                                             | 1867      | olje na platnu 73 × 130 cm      | Muzej umetnosti Łódź        |       |
| 6.  | Unia Lubelska ( Lublinska zveza)                                                                    | 1869      | olje na platnu 298 cm × 512 cm  | Lublinski muzej             |       |
| 7.  | Stefan Batory pri Pskovu                                                                            | 1872      | olje na platnu 322 × 545 cm     | Kraljevi grad, Varšava      |       |
| 8.  | Astronom Kopernik ali Pogovori z Bogom                                                              | 1873      | olje na platnu 225 × 315 cm     | Collegium Novum             |       |
| 9.  | Zawieszenie dzwonu Zygmunta (Obešanje Sigismundovega zvona v stolničnem stolpu leta 1521 v Krakovu) | 1874      | olje na tabli 94 × 189 cm       | Varšavski narodni muzej     |       |
| 10. | Śmierć króla Przemysła II (Smrt kralja Przemisla II.)                                               | 1875      |                                 | Moderna galerija Zagreb     |       |
| 11. | Bitwa pod Grunwaldem (Bitka pri Grunwaldu)                                                          | 1878      | olje na platnu 426 × 987 cm     | Varšavski narodni muzej     |       |
| 12. | Polonia - Rok 1863 (Polonia - leto 1863)                                                            | 1879      | olje na platnu 156 × 232 cm     | Czartoryski muzej, Krakov]] |       |
| 13. | Hołd pruski (Pruski poklon)                                                                         | 1880-82   | olje na platnu 388 × 875 cm     | Narodni muzej, Krakov       |       |
| 14. | Jan III. Sobieski Wiedniem (Jan III. Sobieski pri Dunaju)                                           | 1883      |                                 | Vatikanski muzeji           |       |
| 15. | Wernyhora                                                                                           | 1883-84   | olje na platnu 290 × 204 cm     | Narodni muzej, Krakov       |       |
| 16. | Założenie Akademii Lubrańskiego w Poznaniu (Ustanovitev Lubranske akademije v Poznanju)             | 1886      |                                 | Narodni muzej, Poznań       |       |
| 17. | Dziewica Orleańska (Devica Orléanska)                                                               | 1886      | olje na platnu 484 x 973 cm     | Narodni muzej, Poznań       |       |
| 18. | Bitwa pod Racławicami (Bitka pri Racławicah)                                                        | 1888      | olje na platnu 450 × 890 cm     | Narodni muzej, Krakov       |       |
| 19. | cycle Dzieje cywilizacji w Polsce (Zgodovina civilizacije na Poljskem)                              | 1888-1889 |                                 |                             |       |
| 20. | Chrzest Litwy (Krst Litve)                                                                          | 1888      | olje na platnu 60 × 115.5 cm    | Varšavski narodni muzej     |       |
| 21. | Zaprowadzenie chrześcijaństwa (Predstavitev krščanstva [na Poljskem])                               | 1889      | olje na tabli 79 × 120 cm       | Varšavski narodni muzej     |       |
| 22. | cycle Poczet królów i książąt polskich ( Družba kraljev in knezov Poljske )                         | 1890-1892 |                                 |                             |       |
| 23. | Konstytucja 3 Maja 1791 r. (Ustava 3. maja 1791)                                                    | 1891      | olje na platnu 247 cm × 446 cm  | Kraljevi grad, Varšava      |       |
| 24. | Carowie Szujscy przed Zygmuntem III (Car Šujski pred kraljem Sigismundom III.)                      | 1892      | olje na tabli 42 cm × 63 cm     | Hiša Jana Matejka v Krakvu  |       |
| 25. | Avtoportret                                                                                         | 1892      | olje na platnu 160 cm × 110 cm  | Varšavski narodni muzej     |       |
| 26. | Śluby Jana Kazimierza ( Prisega Jana Kazimierza )                                                   | 1893      | olje na tabli 315 cm × 500 cm   | Narodni muzej, Vroclav      |       |